# Bohdanivka, Zboriv
Bohdanivka (în ucraineană Богданівка) este localitatea de reședință a comunei Bohdanivka din raionul Zboriv, regiunea Ternopil, Ucraina.

## Demografie
Componența lingvistică a localității Bohdanivka
     Ucraineană (100%)
Conform recensământului din 2001, toată populația localității Bohdanivka era vorbitoare de ucraineană (100%).